# Alternative Airplay
Alternative Airplay (wcześniej Alternative Songs, Modern Rock Tracks) – publikowana od 10 września 1988 roku, jedna z wielu list przebojów regularnie opracowywanych przez amerykański magazyn muzyczny Billboard. Przedstawia ona czterdzieści najczęściej granych piosenek przez stacje radiowe o formacie modern rock, z których większość stanowią utwory z gatunku rocka alternatywnego. Notowanie powstało w odpowiedzi na eksplozję muzyki alternatywnej w amerykańskich radiach pod koniec lat 80.
Notowanie jest oparte wyłącznie na częstotliwości nadawania poszczególnych piosenek na antenach stacji radiowych. Modern Rock Tracks jest jednym z zestawień, które kształtują najważniejszą listę przebojów, „Billboard” Hot 100. Z listą współpracuje około 80 stacji, które monitorowane są przez Nielsen Broadcast Data Systems całą dobę przez cały tydzień.
Wielu rockowych artystów nie wydaje singli w Stanach Zjednoczonych. Dlatego też do grudnia 1998 roku, zgodnie z obowiązującymi wtedy zasadami, mimo dużej popularności piosenek, nie były one uwzględniane na Billboard Hot 100, chociaż na Modern Rock Tracks zajmowały wysokie pozycje.
Przez pierwsze lata istnienia Modern Rock Tracks, notowanie przedstawiało muzykę, która nie była popularna w komercyjnych stacjach radiowych, tylko w radiach o formacie modern rock, których było niewiele. W zestawieniu bardzo często obecna była muzyka elektroniczna oraz post-punk. Kiedy rock alternatywny zaczął cieszyć się większym zainteresowaniem, Modern Rock Tracks i Mainstream Rock Tracks stały się bardzo podobne, prezentując wiele tych samych piosenek. Obecnie między zestawieniami wytworzyły się pewne granice; Modern Rock Tracks przedstawia głównie rock alternatywny, indie rock i emo, podczas gdy Mainstream Rock Tracks skupia się przede wszystkim na hard rocku i heavy metalu.
Pierwszą piosenką, która uplasowała się na szczycie notowania była "Peek-a-Boo" Siouxsie and the Banshees.

## Rekordy
- artyści, którzy wykonywali najwięcej piosenek, które uplasowały się na szczycie zestawienia:

Red Hot Chili Peppers (11)
Linkin Park (9)
Green Day (9)
U2 (8)
Foo Fighters (7)
R.E.M. (6)
- artyści, których piosenki spędziły w sumie najwięcej tygodni na szycie zestawienia:

Red Hot Chili Peppers (81)
Linkin Park (62)
Foo Fighters (53)
Green Day (50)
U2 (31)
R.E.M. (31)
- piosenki, które zadebiutowały na szczycie zestawienia:

"What’s the Frequency, Kenneth?" R.E.M. (1994)
"Dani California" Red Hot Chili Peppers (2006)
"What I’ve Done" Linkin Park (2007)
- piosenki, które spędziły na szczycie zestawienia ponad 10 tygodni:

18 tygodni
"The Pretender" – Foo Fighters (2007)
17 tygodni
"Uprising" – Muse (2009–10)
16 tygodni
"Scar Tissue" – Red Hot Chili Peppers (1999)
"It’s Been Awhile" – Staind (2001)
"Boulevard of Broken Dreams" – Green Day (2004-05)
15 tygodni
"Sex and Candy" – Marcy Playground (1997–98)
"What I've Done" – Linkin Park (2007)
14 tygodni
"By the Way" – Red Hot Chili Peppers (2002)
"Dani California" – Red Hot Chili Peppers (2006)
13 tygodni
"Otherside" – Red Hot Chili Peppers (2000)
"How You Remind Me" – Nickelback (2001)
12 tygodni
"Hemorrhage (In My Hands)" – Fuel (2000–01)
"Numb" – Linkin Park (2003-04)
"New Divide" – Linkin Park (2009)
11 tygodni
"My Own Worst Enemy" – Lit (1999)
"Kryptonite" – 3 Doors Down (2000)
"Pork and Beans" – Weezer (2008)
"You’re Gonna Go Far, Kid" – The Offspring (2008)
"Lay Me Down" – The Dirty Heads feat. Rome Ramirez (2010)
10 tygodni
"Wonderwall" – Oasis (1995–96)
"All My Life" – Foo Fighters (2002-03)
- album Meteora zespołu Linkin Park ustanowił rekord pod względem ilości piosenek pochodzących z jednej płyty, które uplasowały się na szczycie zestawienia. Aż 5 utworów z tego wydawnictwa zajęło bowiem pierwsze miejsce.

- piosenki z albumów Californication Red Hot Chili Peppers oraz Meteora Linkin Park spędziły w sumie najwięcej tygodni na szycie zestawienia; utwory z każdej z tych płyt utrzymywały się na miejscu #1 przez trzydzieści tygodni.

- Dave Grohl dotarł na szczyt z piosenkami nagranymi z czterema różnymi zespołami: Nirvaną, Foo Fighters, Queens of the Stone Age i Nine Inch Nails. W dodatku był on pierwszym artystą, który swoim utworem zepchnął z pierwszej pozycji własną piosenkę, kiedy "All My Life" Foo Fighters zastąpiła na szczycie "You Know You’re Right" Nirvany; Grohl brał udział w nagraniach tychże utworów.